# Bérczy Lajos
Bérczy Lajos (Arad, 1874. szeptember 11. – Arad, 1947. március 23.) magyar publicista, író.

## Életútja
Újszentannán, Kevevárán, majd Aradon volt polgári iskolai, végül gimnáziumi tanár. 1922-től 1928-ig a Kölcsey Egyesület főtitkára, részt vett az OMP helyi közművelődési mozgalmaiban. Cikkeit, tárcáit, verseit, novelláit főleg a helyi lapok közölték. Ibolyka című érzelmes kisregénye az Erdélyi Könyvtár 7. köteteként 1922-ben jelent meg Aradon.